# Hans Rilke
Hans Rilke, auch Hans Benno Rilke (geb. 8. Oktober 1891 in Rheydt; gest. 6. August 1946 in Düsseldorf), war ein deutscher Maler und Zeichenlehrer.

## Leben und Werk

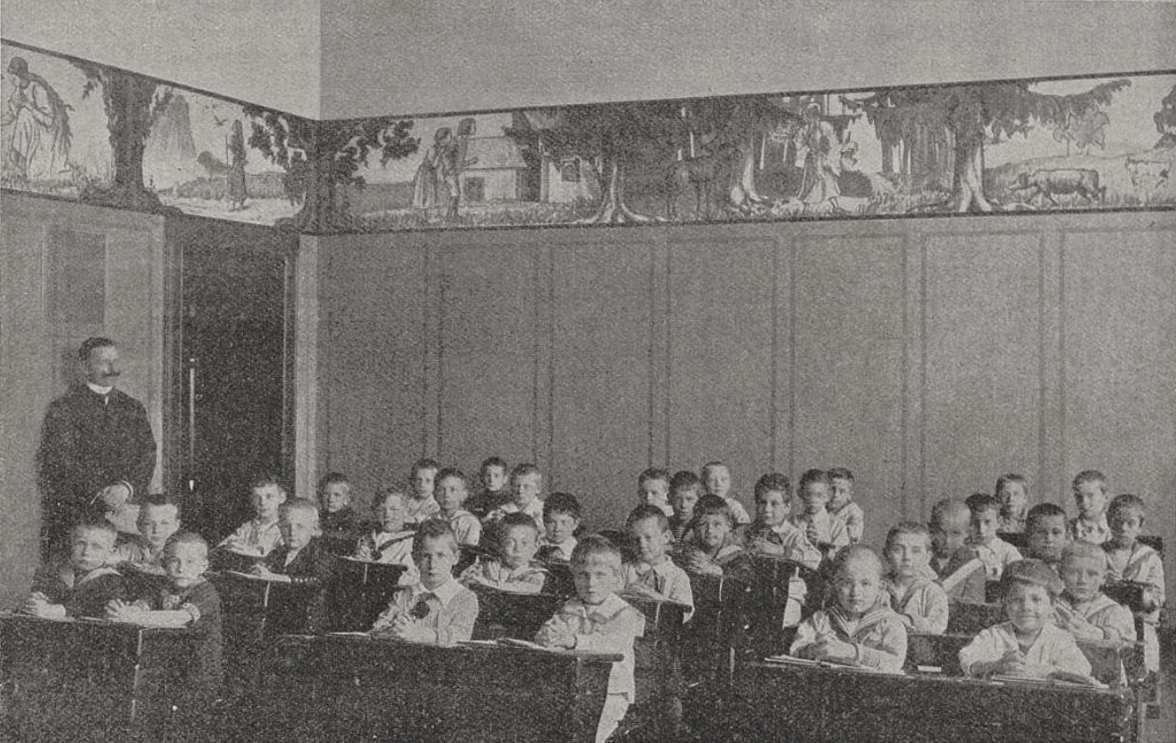
Märchenfries im Klassenraum der Vorschulklasse des Prinz-Georg-Gymnasiums

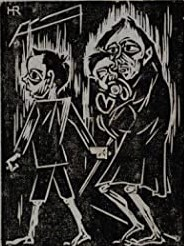
Auf der Flucht (1910)

Hans Benno Rilke wurde als jüngstes von drei Kindern des Kaufmanns F. Stephan Rilke und seiner Frau Elisabeth Schürmann in Rheydt geboren. Er begann seine künstlerische Ausbildung 1908 an der Kunstakademie Karlsruhe. 1910 wechselte er nach Düsseldorf, wo er zunächst das Zeichenlehrerseminar besuchte, von 1914 bis 1917 dann die Kunstgewerbeschule. Schon 1911 erhielt Rilke den Auftrag einen Märchenfries im Königlichen Prinz-Georg-Gymnasiums in Pempelfort zu gestalten. Ab 1915 verdiente er seinen Lebensunterhalt durch eine feste Anstellung als Zeichenlehrer. 1919 heiratete er die Künstlerin Lisa Hartlieb. Beide schlossen sich im gleichen Jahr dem Düsseldorfer Aktivistenbund 1919 an. 1920 trat Hans Rilke der Gruppe Das Ey bei, 1922 wurde er Mitglied der Künstlervereinigung Das Junge Rheinland und stellte bei Johanna Ey in Düsseldorf aus.
Während das frühe Werk Hans Rilkes dem Expressionismus zuzuordnen ist, veränderte sich seine Malweise ab 1920 hin zu den Stilen der Neuen Sachlichkeit und des Surrealismus. Beeinflusst wurde er u. a. von Gert Wollheim und George Grosz. Seine Motive waren häufig milieubestimmt mit einem gesellschaftskritischen Blick, wie etwa in den Bildern Die Wartende (1920), Große Stadt frißt Frauen (1921), dem Holzschnitt Auf der Flucht oder den Studien über Patienten der Psychiatrischen Klinik.
1922 wurde der Sohn Jochen als einziges Kind der beiden Künstler geboren. Die Familie wohnte bis 1930 im Düsseldorfer Zooviertel und zog dann in die Lantzallee. In dieser Zeit nahmen die künstlerischen Aktivitäten Hans Rilkes ab. Er engagierte sich als Zeichenlehrer am Düsseldorfer Realgymnasium an der Rethelstraße und wurde dort 1941 zum Oberstudienrat ernannt.

### Kriegs- und Nachkriegszeit
Während des Zweiten Weltkrieges wurde das Künstlerpaar mit Schulklassen nach Thüringen evakuiert. Bei den Bombardierungen 1945 wurde das Wohnhaus der Rilkes weitgehend zerstört, Teile seines Werkes wurden möglicherweise vernichtet, ein anderer Teil blieb zunächst verschollen. Ende 1945 kehrte das Ehepaar nach Düsseldorf zurück. Der Sohn, der als Sanitäter im Krieg war, galt seit 1944 als in Russland vermisst. Hans Rilke nahm noch einmal eine Stelle als Lehrer am Leibniz-Gymnasium (Düsseldorf) an. Er verstarb am 6. August 1946 an Magenkrebs.
Auf Wunsch Hans Rilkes zeichnete Lisa Hartlieb-Rilke ihren Mann in der Zeit der schweren Erkrankung, in der Hoffnung auf eine Heimkehr des Sohnes, die sich jedoch nicht erfüllte.

## Wiederentdeckung und Ausstellung
Hans Rilkes Werke waren lange Zeit verschollen und galten als durch Kriegseinwirkung zerstört, bis auf einem Duisburger Flohmarkt ein Koffer mit Zeichnungen entdeckt wurde. Eine Düsseldorfer Galerie erwarb den Fund und stellte die Zeichnungen erstmals aus. 1993 erwarb das Städtische Museum Schloss Rheydt den Nachlass Rilkes, um ihn in der Geburtsstadt des Künstlers auszustellen. Der Nachlass von ca. 450 Blättern, Holzschnitte, Linoldrucke, Kohle- und Tuschezeichnungen sowie ein frühes Ölgemälde von 1912 wurden erstmals 1996 dort ausgestellt. 2016 fand dort zum 70. Todestag eine weitere Ausstellung statt. Seine Werke sind auch auf dem Kunstmarkt verfügbar.